# Daniel Mendes
Daniel Freire Mendes (San Paolo, 18 gennaio 1981) è un ex calciatore brasiliano, di ruolo attaccante.